# Marin snö

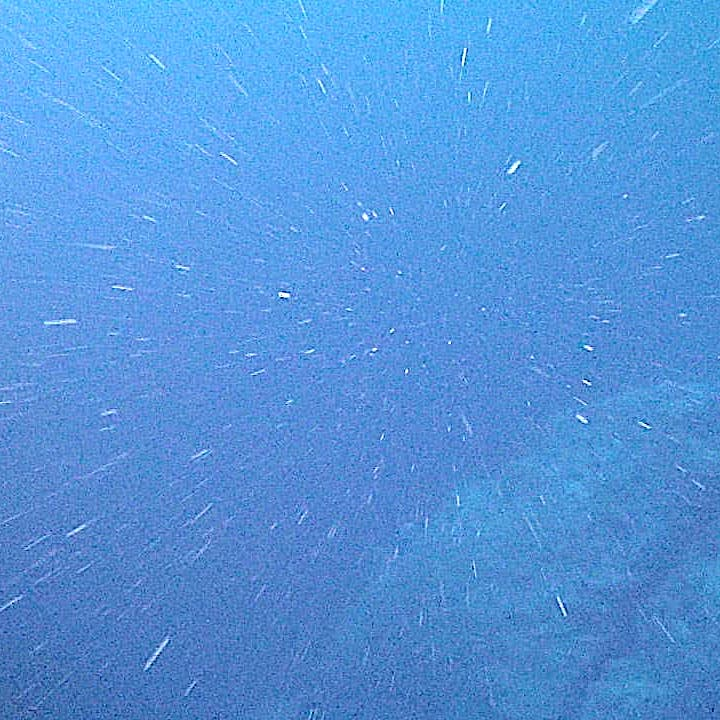
Marin snö.

Marin snö är de partiklar av dött organiskt material som i haven ständigt sjunker ned från de övre vattenskikten mot bottnen. Endast de partiklar som har en diameter om minst 0,5 millimeter räknas in. Partiklarna, som utgörs av döda alger, döda plankton, fragment av döda växter och djur, exkrement och slam, kan växa medan de sjunker, genom ihopklumpning, och bli några millimeter till något tiotal centimeter stora. Det kan ta flera veckor för partiklarna att sjunka till bottnen. Ju större partiklarna är, desto snabbare sjunker de. Begreppet marin snö kommer av att fenomenet liknar ett snöfall när det ses underifrån.
Den övre ljusa eufotiska zonen i havet producerar mycket mer biomassa än de djupa, mörka zonerna och marin snö är en viktig födokälla för många djuphavslevande djur, både frisimmande som fångar in partiklarna medan de sjunker, och bottenlevande som lever av det organiska material som når bottnen. Även partiklar av organiskt material som spolas ut i havet från land ingår i marin snö.